# W
W je 23. písmeno latinské abecedy.
- V biochemii je W označení aminokyseliny tryptofan.
- Ve fyzice
  - W je obvyklé označení pro (mechanickou) práci (z angličtiny work).
  - W je druh částice – viz boson W.
- V chemii
  - W je značka wolframu.
  - w je označení pro hmotnostní zlomek.
- V informatice
  - w je Unixový nástroj zobrazující seznam přihlášených uživatelů (z angličtiny who = kdo).
  - W je název staršího okénkového systému pro Unixové systémy – viz W Window System.
- V kinematografii
  - W je název amerického filmu z roku 1973. W. je životopisný film Olivera Stonea o Georgi W. Bushovi z roku 2008.
  - "w" je seriál z roku 2016 natáčený v Koreji.
- Na kompasu znamená W západ (z angličtiny west).
- Podobu písmena W má souhvězdí Kasiopeji.
- V radiokomunikaci je W jeden z prefixů volacích znaků pro USA.
- V soustavě SI je W značka jednotky výkonu, watt.

## Historie
Písmeno W nebylo součástí původní latinské abecedy. Když bylo potřeba zapisovat v latinských textech germánská jména obsahující obouretnou polosouhlásku [w] (či neslabičné /u/), začalo se používat zdvojené VV (v malých písmenech uu – odtud anglické označení double u). Postupně tyto dva znaky splynuly dohromady a nejpozději od 14. století se považují za jedno písmeno W. Z latiny pak přešlo do dalších jazyků, ve kterých se v té době vyslovovalo obouretné [w]. V některých se používá i v současnosti, ačkoliv se výslovnost mnohdy změnila na retozubné [v].
Ve staré češtině se pravděpodobně vyslovovalo obouretné [w], a proto se od prvních středověkých textů používalo písmeno W. Toto psaní se zachovalo i v pozdější době, ačkoliv se výslovnost hlásky nejpozději v 15. století změnila na [v]. Teprve pravopisnou reformou v polovině 19. století bylo W nahrazeno jednoduchým V. V současnosti se W používá pouze v cizích slovech a ve značkách a vyslovuje se vždy [v].

## Využití vsoučasných jazycích
Písmeno W se běžně používá jen v některých jazycích. Většina jazyků zapisovaných latinkou W používá pouze při zápisu cizích slov a jmen.

### Angličtina
Současná angličtina rozlišuje výslovnost [w] a [v]. Tomu odpovídá rozlišení W a V v pravopisu. Četnost výskytu W je výrazně vyšší než četnost výskytu V.

### Němčina, nizozemština
V němčině a nizozemštině se zachovává psaní W, ačkoliv se původní výslovnost posunula. V současnosti se čte [v]. Písmeno V se čte obvykle nezněle jako [f], pouze v cizích slovech jako [v].

### Polština
Polština zachovává psaní W, ačkoliv se vyslovuje [v].